# ガダルカナル島の戦い
ガダルカナル島の戦い（ガダルカナルとうのたたかい、英: Guadalcanal campaign ）は、第二次世界大戦において1942年8月以降日本軍と連合軍が西太平洋ソロモン諸島のガダルカナル島を巡って繰り広げた戦いである。ミッドウェー海戦と共に太平洋戦争における攻守の転換点となった。日本側は激しい消耗戦により、戦死者だけでなく兵員に多数の餓死者を発生させたうえ、輸送船、民間船舶乗務員、軍艦、航空機、燃料、武器等多くを失った。

## 背景
1941年12月、ハワイ空襲、北部マレー半島上陸、比島航空撃滅戦をもって開始された日本軍の南方作戦は、予想以上に順調に進展し、1942年3月9日蘭印軍の降伏によって概成した。予期以上に進展したので、1942年1月には、ビルマ、アンダマン諸島、ポートモレスビーなどの攻略を発令し、戦略態勢の強化を企図できるようになった。そのため、第二段作戦の計画を速やかに策定しなければならなかった。
1942年4月、日本海軍では第二段作戦が立案されたが、軍令部は米豪遮断を目的とするフィジー方面の攻略を主張し、連合艦隊はアメリカを早急に戦意喪失させるためにミッドウェー作戦とハワイ攻略を主張した。最終的にミッドウェー作戦は認められ連合艦隊も軍令部に歩み寄って、ニューカレドニア、フィジーは攻略確保、遠方のサモアは攻略破壊後に引き上げることを認めた。
このように日本海軍は積極的な侵攻作戦によって、連合国の反攻拠点であるオーストラリアとアメリカの分断を考えたが、日本陸軍は、あくまで日中戦争解決を重視しており、東南アジアの占領地・資源地帯は現状維持とし、それ以上の太平洋方面は海軍の作戦担当地域であるという認識に立っていたため、戦線拡大には否定的であった。したがって大兵力を中国の支那派遣軍や、満州の関東軍から引き抜かなくてはならないオーストラリア攻略作戦に消極的ではあったが、オーストラリアを孤立させることについては海軍と見解が一致した。
この米豪分断作戦は、ニューギニア島東南岸のポートモレスビー攻略作戦（MO作戦）とニューカレドニア、フィジー、サモアの攻略作戦（FS作戦）から成るものであった。ところが日本海軍はミッドウェー海戦において主力航空母艦4隻を失うこととなり、FS作戦の実施は一時中止されることとなった。1942年7月11日、大海令二十号「大海令第十八号に基く連合艦隊司令長官の「ミッドウェイ」島攻略及大海令第十九号に基く連合艦隊司令長官の「ニューカレドニア」「フィジー」諸島並に「サモア」諸島方面要地攻略の任務を解く」を発令。これによってMI作戦、FS作戦の中止が決定し、第二段作戦の計画は破たんした。
しかし、日本は米豪分断の目的を放棄せず、ラバウル以南のガダルカナル島に前進航空基地を建設し、基地航空部隊を進出させてソロモン諸島の制空権を拡張しようと考えた。このガダルカナル島基地建設は軍令部作戦課（大本営海軍部）から参謀本部作戦課（大本営陸軍部）に文書で通知されたが、陸軍では作戦課同士でのやり取りにとどまり、陸軍内部に伝達が行われなかったため、戦後になり「基地建設の事を陸軍は知らされていなかった」と主張するものもいる。なお、辻政信は戦後の自身の著書で、飛行場完成の直前の時期くらいに米軍襲来の危険性について海軍関係者と話題にしたことがあるとしている。
大本営は、連合軍の太平洋方面の反攻開始は1943年以降と想定していたため、ガダルカナル島の人員は、設営隊と護衛の海軍陸戦隊（第18警備隊基幹）を合わせても600名足らずであったが、アメリカ軍上陸直前の8月5日には滑走路の第1期工事が完了している。なおこれに先立つMO作戦時に、近接するツラギ島には水上機基地が設けられていた。
しかし日本軍の予測は外れ、アメリカ軍は1942年7月2日に対日反攻作戦となるウォッチタワー作戦を発令していた。アメリカ陸軍マッカーサー大将は、ウォッチタワー作戦の目標をフィリピンにより近いラバウルとすることを主張したが、アメリカ海軍作戦部長アーネスト・キング大将はアメリカ海軍太平洋艦隊の空母戦力が充実していないことを理由に反対したため、当時飛行場建設が行われていたガダルカナル島を攻略することで双方一応の決着をみた。そして7月4日以降ガダルカナル島への偵察・爆撃が強化され、上陸作戦への準備が進められた。

## 戦闘の経過

### 8月

#### 連合軍の上陸

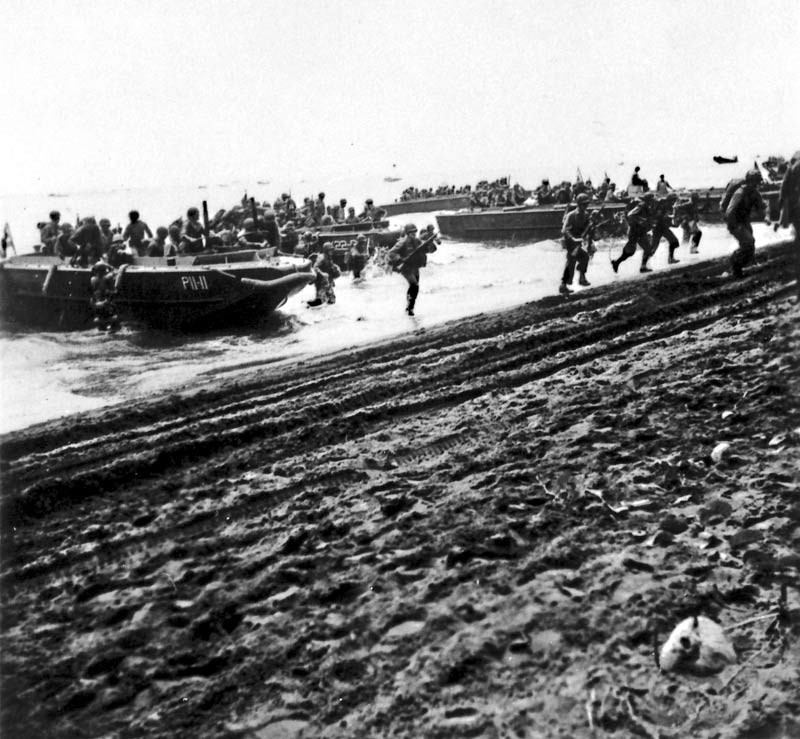
1942年8月7日、ガダルカナルに上陸する海兵隊

1942年（昭和17年）8月7日午前4時、アメリカ海兵隊第1海兵師団（師団長アレクサンダー・ヴァンデグリフト少将）を主力とし、オーストラリア軍の支援を受けた10,900名の海兵隊員が、艦砲射撃と航空機の支援の下でガダルカナル島テナル川東岸付近に上陸を開始した。同時にツラギ島方面にも4個大隊1,500名が上陸し壮絶な玉砕戦が行われた。また、これとは別に6,705名が海上に師団予備として残された。ガダルカナル島の日本軍は警備の第13設営隊以外は就寝中で、連合軍の攻撃は完全な奇襲となった。
上陸当初、最も敵に近いルンガ川の飛行場地区に第11設営隊の陣地があり、ルンガ川を挟んで第13設営隊、海軍陸戦隊が駐屯していたが、各隊の陣地は防空壕以外に陣地整備されているものは何も無い状況だった。そのため、敵兵力の把握もままならないままルンガ川東岸の第11設営隊約1,350名は駆逐され、完成間近の飛行場を含むルンガ川東岸一帯は連合軍の手に落ちた。
この上陸戦において、アメリカ軍側公刊戦史は小銃、機関銃数挺、70粍山砲（歩兵砲）及び75粍山砲各2門、弾薬、ガソリン、燃料、使用可能なトラック35台を含む自動車と電波探知機2台、糧秣多数を鹵獲したと伝えている。一方、第13設営隊隊長岡村徳長少佐は指揮下の1,200人の設営隊員を敵上陸地点の反対方向のルンガ川西岸地区に移動させ、ルンガ川橋梁を破壊してルンガ川西岸で連合軍部隊を迎え撃つ姿勢を見せた。同日夕方、どうにか数十名の部下を従えた第11設営隊隊長門前鼎大佐が岡村部隊と合流して善後策を協議し、ルンガより西方約4キロメートルにあるマタニカウ川を第一線陣地とし、門前隊、岡村隊、第18警備隊（含む第84警備隊の1部）を合わせて臨時のガダルカナル島守備隊を編成することとなった。8日午前零時、門前大佐が中隊長としてクルツ岬に向けて中隊本部を後退させ、岡村隊と警備隊をマタニカウ川正面に展開を終えたのは8日午前4時30分とされる。この際に同隊がクルツ岬付近のジャングルに設営された海軍本部に収容できた食料は、わずか7日分であった。

#### 第一次ソロモン海戦

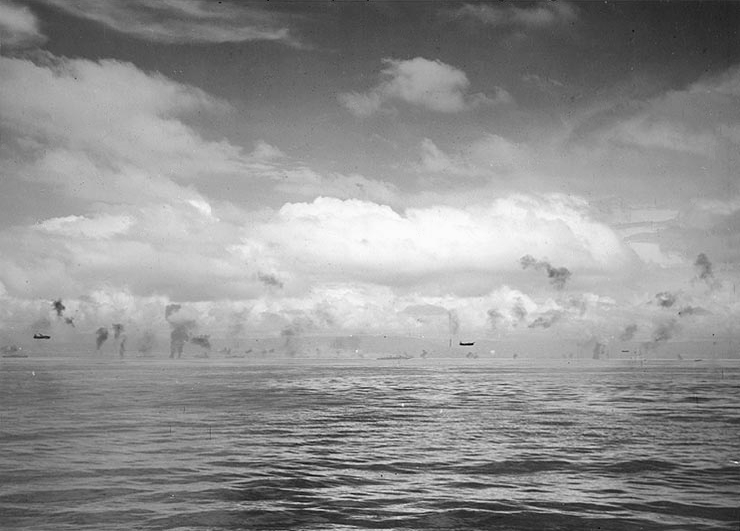
第一次ソロモン海戦。低空飛行で弾幕を潜りアメリカ艦隊に雷撃を試みる一式陸上攻撃機の編隊（8月8日）

連合軍の動きを知った日本海軍は現地のラバウル第二十五航空戦隊（陸攻27、艦爆9、戦闘機17の計53機）と第8艦隊（三川軍一中将、増強を受け重巡洋艦5隻、軽巡洋艦2隻、駆逐艦1隻）に反撃を指示した。また、陸海軍協定に則り、陸軍に協力を求め、在ラバウル陸軍第17軍はグアム島の一木支隊、パラオ諸島駐屯の第35旅団（川口支隊）をガダルカナルに投入することとした。
アメリカ軍上陸当日から翌日にかけて行われた第二十五航空戦隊による爆撃は、直前で敵艦上戦闘機及び敵急降下爆撃機の撹乱銃撃を受けてしまい効果が薄かったものの、この地域に米空母部隊が進出しているという貴重な情報を得ることとなる。第二十五航空戦隊は34機喪失の大被害を受け、うち艦爆隊は当初から航続力不足による不時着覚悟の出撃のために全機体が失われているが、乗員救助のため駆逐艦の緊急派遣などの措置は取られており、収容された乗員から連合軍艦隊の詳細情報を得られた。
三川中将率いる第8艦隊は翌8月8日夜半に戦場海域に到達して、第一次ソロモン海戦が発生した。重巡4隻を撃沈し同1隻を大破させたが、戦闘艦艇の撃破には成功したものの本来の目的であった輸送船団への攻撃は中止された。
ただし、上陸初日からの日本軍による反撃・第一次ソロモン海戦での大損害により、テナルのアメリカ軍揚陸地点を危険と判断したフレッチャー中将は揚陸作業を中断して空母群と輸送船団を南方に退避させた。そのため、第1海兵師団も十分な物資を揚陸できず上陸作戦完了後、海兵隊の1日の食事は2食に制限された。また、ガダルカナル島での航空優勢が確立されるまで、同島への物資補給はアメリカ軍も駆逐艦輸送に限定されることとなった。日本はこの手法を「鼠輸送」と称して常用するようになった。
8月18日、同川西岸の日本軍を危険視したヴァンデグリフトは、これを排除すべく第5海兵連隊の3個中隊を投入した。翌19日、同連隊B中隊は海岸沿いに西進してマタニカウ川東岸に向かい、マタニカウ村に向けて援護射撃を行い、L中隊は同川河口上流を渡河して西岸を北上し、マタニカウ村を攻撃した。日本軍は激しく抗戦し、特に日本側の狙撃兵によってアメリカ軍側の指揮官が次々と倒された。L中隊のある小隊では1日で小隊長2名が戦死している。海兵隊も偵察狙撃班を編成して対抗し、I中隊が日本軍の退路を遮断するためククムから西のコクンボナに上陸を敢行。午後には日本軍が戦闘からの離脱と後退を開始した。だが、海兵隊側には追撃を試みるだけの兵力や物資がなく、第5連隊は元の陣地に帰還している。

#### イル川渡河戦
一木清直大佐率いる大本営直轄の一木支隊（第7師団の歩兵第28連隊を基幹とする）約2,300名は、当初ミッドウェー島攻略部隊に充当されていた部隊であったが、1942年6月のミッドウェー海戦で日本軍が敗退したことで攻略作戦は中止となり、一時グアム島に休養を兼ねて留め置かれていた。同年8月7日の連合軍ガダルカナル上陸が始まると内地転属が解除され、そのままトラック諸島へと輸送された。トラック諸島からガダルカナルまでは駆逐艦陽炎以下6隻に第1梯団（）として支隊本部163名、大隊本部23名、歩兵4個中隊420名（軽機関銃36、擲弾筒24）、機関銃隊110名（重機関銃8挺）、大隊砲1個小隊50名（歩兵砲2門）、工兵1個中隊150名が乗船し急派されている。支隊の残りは、海軍の横須賀第5特別陸戦隊主力とともに輸送船で第2梯団として送り込まれることとなったが、同時に出航したにもかかわらず9.5ノットの低速が災いし、イル川渡河戦（アメリカ名：テナルの戦い）には間に合わなかった（イル川は現地名で、日本軍は中川と呼称。テナル川はイル川の東方に位置し日本軍通称は蛇川）。このほか横須賀第5特別陸戦隊の先遣部隊（高橋中隊）が駆逐艦により輸送され、8月16日に上陸成功して設営隊などと合流している。
駆逐艦輸送であったため、一木支隊は実質、1個大隊相当の戦力しかなかったといえる。さらに、一木支隊に届いていた敵情については「連合軍兵力は約2,000名」、「敵上陸目的は飛行場破壊にあり、現在は島からの脱出に腐心している」などといった海軍第11設営隊、や駐ソ武官の情報などがあった。大本営海軍部では当初は本格的な上陸と考えていたが、前記各情報から主力は撤退したと誤認するに至った。そのため、第1梯団は軽装（1人当たり小銃弾250発、食料7日分）で急行し、海軍部隊を保護して、ただちに敵を攻撃する方針を決定する。

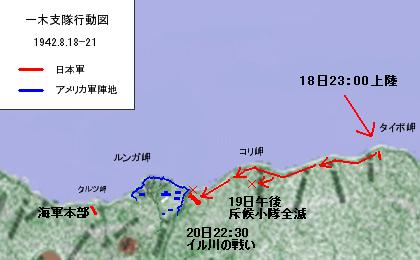
一木支隊の行動概要図。

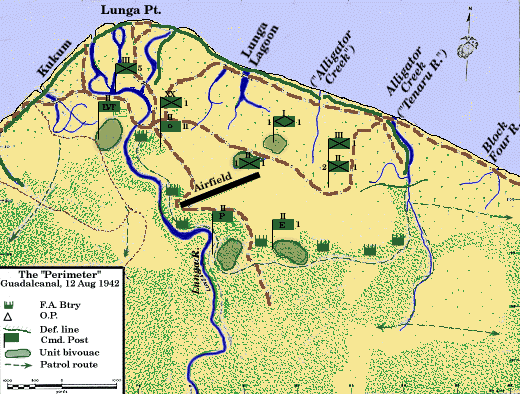
1942年8月ヘンダーソン飛行場周辺のアメリカ軍展開図：一木支隊は東部から飛行場防衛地区へ侵攻した

8月18日にガダルカナル島タイボ岬に無血上陸した一木支隊は、ひたすら西を目指して前進した。海岸沿いの砂浜を主に夜間行軍により進み、20日夕刻頃までにはテナル川を越えてイル川西岸地域まで到達している。当初の構想では海軍第11設営隊跡（ヘンダーソン飛行場東側の丘状地）に支隊本部を置き、飛行場に所在していると思われる敵残存兵力を攻撃することとしており、一木大佐は飛行場から3キロも離れたイル川東岸に敵防御陣地があることを想定していなかった。
日本軍とは対照的に、アメリカ海兵隊は18日にコーストウォッチャー（Coastwatchers）の通報によりタイボ岬沖からの日本軍上陸を察知していた。19日昼には、倒した日本軍斥候の階級章から、タイボ岬に上陸した日本軍が陸軍部隊であることに気づき、20日夕刻までにはルンガ地区イル川東岸の防備を固めていた。
8月20日18：00にイル川を越えて先行していた将校斥候（渋谷大尉・館中尉ら）34名中31名が、アメリカ海兵隊の攻撃により戦死の憂き目に遭った。2時間後に生還した兵士から報告を受けた一木大佐は激高し、不明将校の捜索を命じるに当たって「行動即索敵即攻撃」を各中隊に命じている。21：00頃には、一木支隊の尖兵中隊がイル川西岸で思いもよらぬ敵からの銃砲撃を受け立ち往生しているところに支隊本部が合流した。22：30から歩兵砲の砲撃を合図にイル川渡河を決定。
火力の差は明白で、M3 37ミリ対戦車砲、M1A1 75ミリ榴弾砲、M2A1 105ミリ榴弾砲などを有する強力な砲兵に援護された機関銃座陣地を前に、100名余の損害を出して一旦攻撃を停止する。敵兵力が10,900人を擁する大軍であることを知らない一木大佐は、なおも1時間後に同様の白兵攻撃を命じて、同様に機銃陣地からの十字砲火を受け今度は200名を越す損害を受けたとされる。また、その間にも敵砲兵陣地からの砲撃、とりわけ迫撃砲による砲火は苛烈を極め、日本軍の反撃は渡河に成功した一握りの兵による軽機関銃や手榴弾による攻撃にとどまった。一部の将校は一旦後退することを具申したが、一木大佐は攻撃を続行した。
翌21日午前5時頃、一木大佐はイル川左岸の海岸部に残兵を集め状況把握に努めたが、夜明けとともに敵機が上空を舞い始め、陸上からは海兵第1連隊がイル川を越えて一木支隊の退路を断つように迂回攻撃を仕掛けてきたため、包囲された一木支隊は苦戦に陥った。同日午後から投入されたスチュアート軽戦車6輌により支隊本部は蹂躙（）され、一木支隊は壊滅した。海岸で波打ち際に追い詰められた兵士は、執拗な包囲射撃によりことごとく殲滅された。海岸での海兵隊による掃討戦は、21日14時には概ね終了し、意識不明の負傷兵15名が捕虜となった。
結局、8月25日までに生きて上陸地点のタイボ岬まで戻れたものは916名中126名（うち戦傷者30名）であり、790名（戦死者行方不明者777名、捕虜15名）の損害を出して戦いは終わった。アメリカ軍の損害は戦死者40名余りとされている。戦死者数は日本側公刊戦史より捕虜はアメリカ側公刊戦史より抜粋しており合計数は一致しない。支隊長一木大佐は21日の戦闘で戦死したと思われるが、その状況は不明である。
ちなみに、戦闘開始時に総員背嚢遺棄が命じられたため、早くも一木支隊の残存兵は、飢餓に悩まされるようになった。一方、アメリカ軍もまたこの戦闘による消費で物資弾薬の枯渇が表面化しつつあったが、戦闘後に輸送船団による物資と増援兵力の輸送が成功して危機は去り、この時点において兵站面での勝敗は決していた。

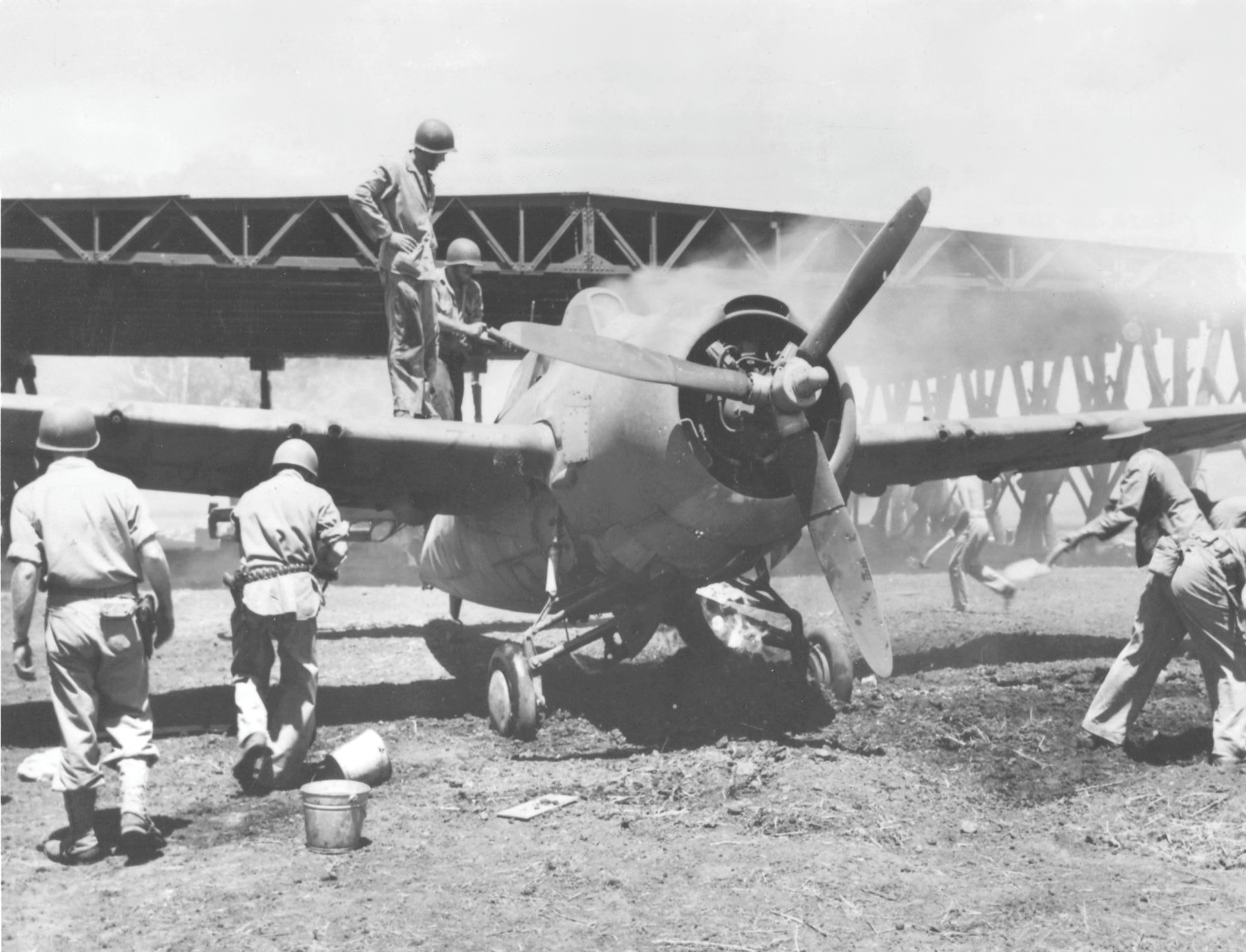
ヘンダーソン飛行場のF4Fワイルドキャット戦闘機。

8月20日、ヘンダーソン飛行場に海兵隊のワイルドキャット19機とドーントレス12機が到着して航空基地としての機能がスタートした。後に空母エンタープライズ、サラトガ、ワスプの艦載機とパイロットも母艦が戦闘で損傷し、修理のため使用できない間はヘンダーソン飛行場から出撃した。

#### 第二次ソロモン海戦
一木支隊の壊滅の報を受ける前、8月中旬から川口清健少将率いる川口支隊（第35旅団司令部および歩兵第124連隊基幹）約4,000名の輸送が始まっていた。しかし、連合艦隊司令部では8月20日に「ガダルカナル島付近で敵機動部隊が出現」との報告を受け、川口支隊の船団輸送を一時中止し、ガダルカナル島海域の航空優勢の確立のためトラック島の機動部隊（空母翔鶴、瑞鶴、龍驤基幹）に出撃を命じた。日米両軍機動部隊の間で、8月23日から24日にかけて東部ソロモン海域において第二次ソロモン海戦が戦われることになる。
海戦の結果、日米両軍とも空母戦力に相当のダメージを受けたが、アメリカ軍は護衛空母ロング・アイランドを使ってヘンダーソン飛行場に航空機を送り込むことに成功した。そのためヘンダーソン基地航空部隊の動きが活発化し、一木支隊第2梯団の輸送船団は空からの攻撃で輸送船1隻、駆逐艦1隻を失いショートランド泊地へ退避した。第二次ソロモン海戦後もガダルカナル島海域に一時とどまっていた空母瑞鶴が支援していたが（8月25日）及ばなかった。これを見て川口支隊の船団輸送も中止となり、輸送は駆逐艦による「鼠輸送」と島づたいの舟艇機動（大発動艇など）による「蟻輸送」に頼ることとなった。

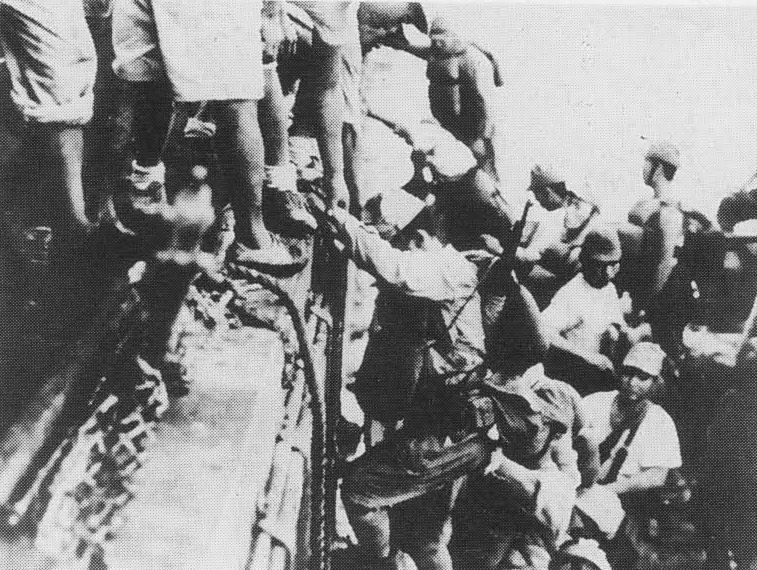
ガダルカナル島への鼠輸送のため駆逐艦に乗り込む将兵。

増援の輸送については海軍が鼠輸送を、陸軍が蟻輸送を主張したため一悶着があった。結局両方行われることになり、本体は鼠輸送でガダルカナル島に向かうことになった。
この鼠輸送で駆逐艦朝霧が轟沈するなどの被害が出た。
増援が遅れる間に、ガダルカナル島の海軍部隊は徐々に圧迫され、マタニカウ川の防衛線を放棄して後退しはじめていた。
ニューギニア戦線では日本海軍が8月24日にラビに侵攻したが9月5日に撤退した。

### 9月

#### 第一次総攻撃
9月7日までに、川口支隊は一木支隊の第2梯団と共にガダルカナルに上陸した。川口支隊の一員として8月末に上陸した兵士は当時の様子を「わたしたちを出迎えたのが、一木先遣隊の生き残りでしたけど、とても兵隊なんてものじゃない。痩せ衰えたヨボヨボの連中が杖にすがって、なにか食うものをと手を出しましてね。米をやると、ナマのままポリポリかじるんです。……（中略）……。『ワシらが来たけん、もう安心バイ』と元気をつけたんです。ええ、十日もたたんうちに、自分たちがおなじ姿になるとも知らんで」。そして10月中旬に上陸した第2師団を「飯盒と水筒だけの、みすぼらしい姿」で出迎えるが、上陸してきた兵士からは「ごくろうさん。ワシらが来たから安心しなさい」となぐさめられたという。最後に上陸した第38師団の兵士もこれと同様の話を語っている。
川口少将の主張により、60隻の小型舟艇に分乗し島づたいにガダルカナルに向かった別働隊（約1,000名）は、空襲や故障で被害を受けたうえ分散状態になり、本隊とは飛行場を挟んで反対側にたどり着いてしまい、総攻撃には間に合わなかった。駆逐艦を使った本隊もアメリカ軍の空襲のため、兵員はともかく、重火器は高射砲2門・野砲4門・山砲6門・速射砲14門しか揚陸できなかった。陸上輸送の困難から、このうち実際に戦闘に参加した砲は、さらにわずかとなる。
川口支隊は、一木支隊の戦訓から、正面攻撃を避けるべくヘンダーソン飛行場の背後に迂回してジャングルから飛行場を攻撃することを試みた。しかし、そのために必要な地図の準備はなく、険しい山岳地形の密林に進撃路を切り開くために各大隊の工兵部隊は通常装備を捨てて、つるはしとスコップによる人海戦術で総攻撃の当日まで啓開作業を行った。完成した粗末な啓開路では重火器や砲弾の運搬は不可能であり、その大部分は後方に取り残された。また、作業により兵は疲労困憊していた。

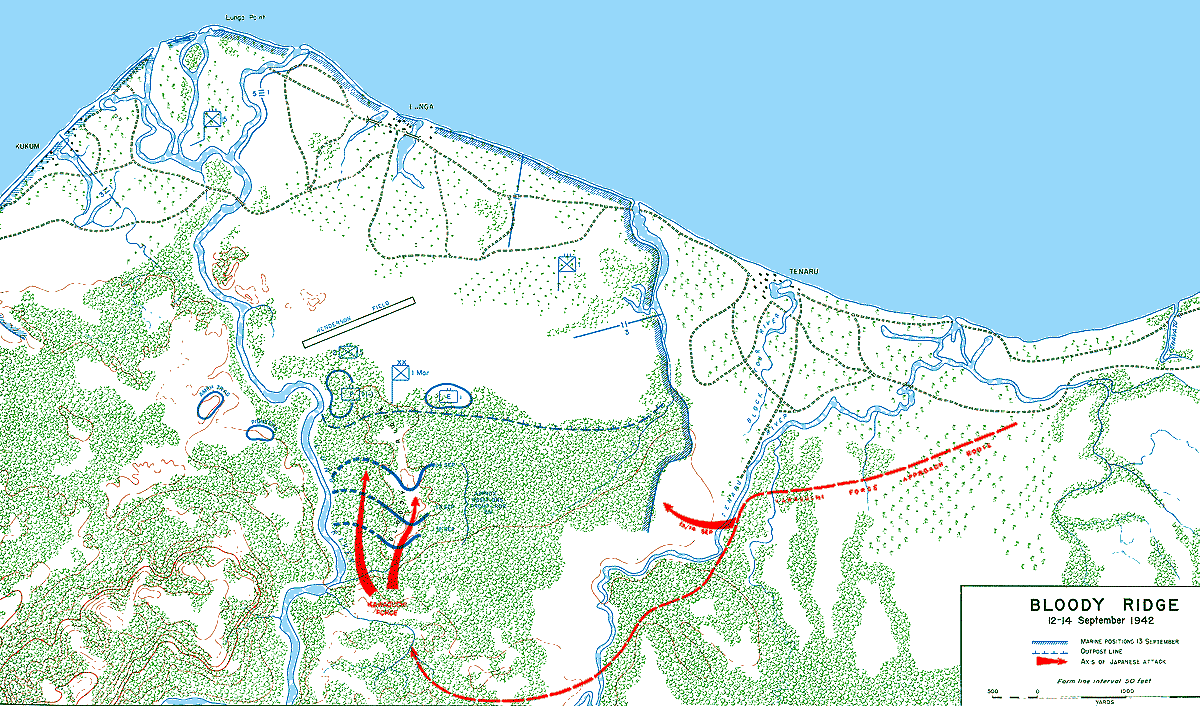
9月12日-14日の川口支隊の攻勢。

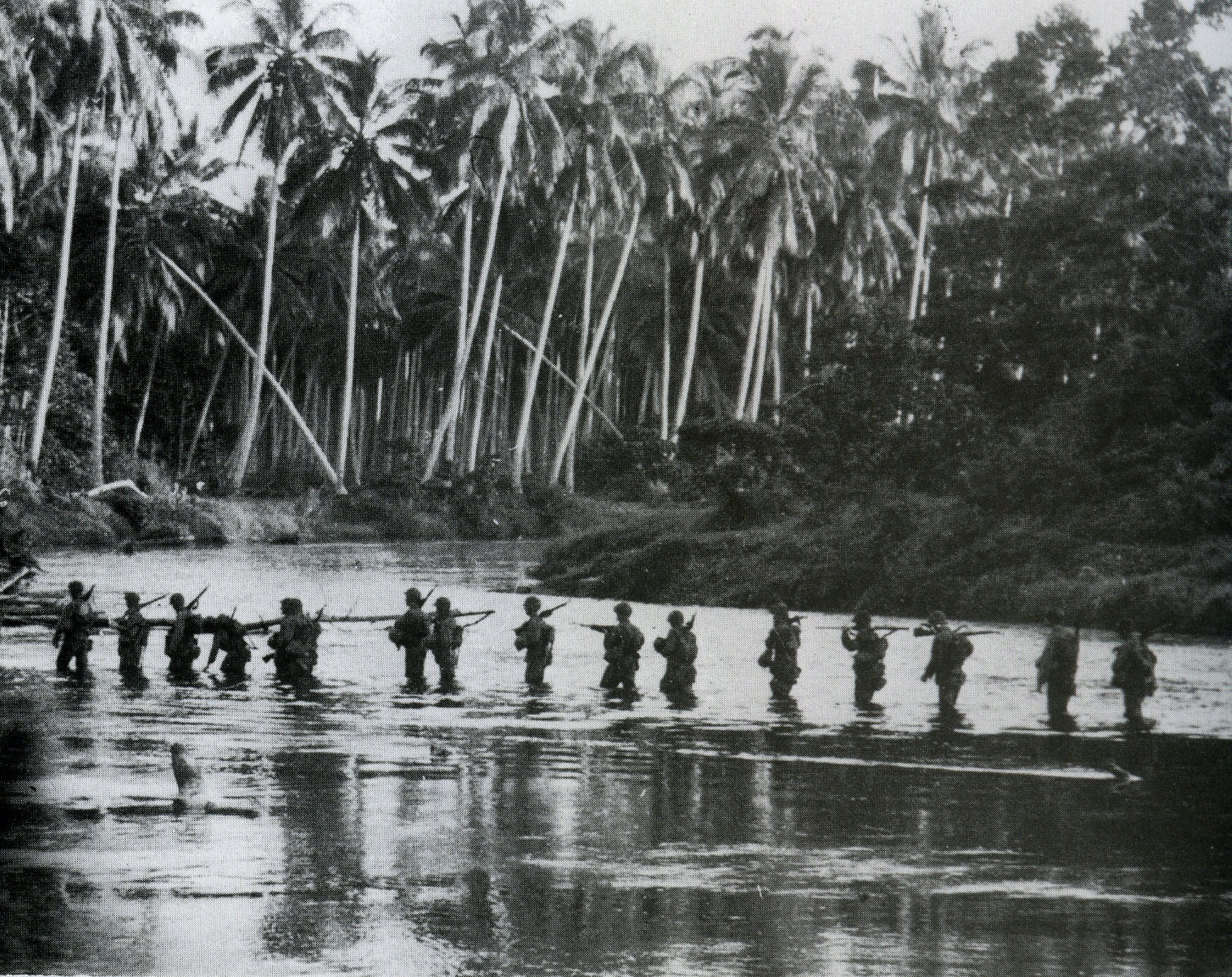
1942年9月、マタニカウ川を巡回する海兵隊。

9月12日午後8時を期して「中央隊（左、中、右と3個大隊が別々に行動）」、「左翼隊（岡明之助大佐率いる舟艇機動の第124連隊第2大隊）」、「右翼隊（一木支隊の残存集成部隊）」が同時に米軍陣地に攻撃を行うことになった。しかし、夕方までに攻撃位置につけたのは僅か中央隊の一部だけであった。
12日夜には川口支隊支援のために軽巡洋艦川内、駆逐艦敷波、吹雪、凉風がルンガ泊地に突入し、砲撃を行った。
12日の総攻撃は各部隊バラバラに攻撃を行い、実質的な第一次総攻撃（アメリカ名：「血染めの丘（エドソンの丘）の戦い」Battle of Edson's Ridge）が行われたのは13日の夜半から14日の未明にかけてである。12日から14日に至る間、川口支隊の左翼隊とその後詰の舞鶴大隊は米軍の集中砲火の前に前進を阻まれ戦いに至らず、各隊は鉄条網と火線を越えられずに散発的な戦いのみに終始した。
激戦となった中央隊左翼を担当した田村昌雄少佐率いる青葉大隊の一部が、中央隊右翼国生大隊と合流し米軍陣地の第一線を突破し、さらに3個中隊のうちの1個中隊がムカデ高地の端からヘンダーソン飛行場南端に達し、付近の建設中の倉庫などの拠点を確保した。だが、混戦のすえに日本軍は敗走した。川口支隊と対戦したアメリカ軍は700人だった。
この戦闘による川口支隊の戦死者・行方不明者は約700名で、一木支隊と比べれば損耗率は低かったが、激戦となったのは国生大隊と田村大隊の2個大隊だけであり、国生少佐、水野少佐を含め中隊長クラスの中堅将校が戦死した。また、再起を画してアウステン山からマタニカウ川西岸にかけて負傷者を含めた5,000名余りが駐屯することになり、兵站線の細い日本軍は、以後食料・弾薬の補給不足が深刻化し、以後ガダルカナル島（ガ島）はさながら「餓島」の様相を呈することになる。
9月23日から9月27日の間に、マタニカウ河東岸に駐屯する川口部隊に対しアメリカ軍は9隻の舟艇による逆上陸を含む6度の攻撃を行うが、川口部隊の第二大隊・第三大隊に撃退され、アメリカ軍は多数の損害をだして後退した。
ニューギニア戦線では9月16日に日本軍がポートモレスビーの手前から撤退を開始した。

### 10月

#### 第二次総攻撃まで
1942年9月17日、陸軍参謀総長杉山元陸軍大将は大元帥である昭和天皇にガダルカナル島の戦いについて以下のように上奏している。
- 川口支隊の攻撃不成功の要因はジャングルを利用した奇襲に重点を置きすぎ、連絡不十分なまま戦力を統合運用しなかったためであること
- 連合軍の防御組織、とりわけ物的威力が予想以上であり、同島では今後まったくの力押しによる戦闘が求められること
- この戦いを受けて第17軍に、関東軍・支那派遣軍などから20個単位の戦車、砲兵戦力を転用・編入して戦機である10月中にガダルカナル飛行場を奪回するべきこと
- ガダルカナル島の戦いにおいては、陸海軍戦力を統合発揮する必要があること

しかし、この上奏文をもとに作成された大陸命688号による兵力の転用は当時の日本軍の海上輸送能力を超えたものであった。重火器を大発による「蟻輸送」により送り込む計画が破綻すると、10月1日からの駆逐艦による「鼠輸送」だけでは、兵站線途上のショートランド島から先に充分な重火器と弾薬を供給できなかった。
そこで10月中旬に、機動部隊の護衛と戦艦部隊によるヘンダーソン飛行場艦砲射撃の間接支援で、ガダルカナル島タサファロング沖に大挙6隻の高速貨物船での揚陸を企図することになる。10月7日には、先に到着していた増援の歩兵第4連隊が、ヘンダーソン飛行場を射程下におさめるために不可欠なマタニカウ川東岸への進出を図った。しかし連合軍の予想外の反撃に遭い、第2次総攻撃を前に、戦力の3分の2にあたる2個大隊が壊滅的な打撃を受けてマタニカウ川西岸へ撃退されてしまった。
10月初旬、百武晴吉中将以下の第17軍戦闘司令部がガダルカナル島へ進出し、第2師団（師団長・丸山政男中将）が同島に派遣された。作戦目標は、飛行場を挟んで川口支隊とは反対側の西側に上陸し、飛行場占領することであった。
川口支隊の輸送時にネックとなった船団護衛について、海軍はヘンダーソン飛行場基地については戦艦及び巡洋艦の艦砲射撃による破壊を行う事とし、さらに米空母の出撃に備えて第3艦隊（空母翔鶴、瑞鶴）が10月11日以降、トラック島を出撃しガダルカナル島北方海面に進出することとなった。
10月11日、ガダルカナル島に対する重火器の輸送とその支援のため、第六戦隊を基幹とする艦隊が出動する。輸送部隊は城島高次海軍少将指揮下の水上機母艦2隻（《日進》《千歳》）と駆逐艦6隻（《秋月》、第19駆逐隊《綾波》、第11駆逐隊第1小隊《白雪、叢雲》、第9駆逐隊《朝雲、夏雲》）。支援部隊は第六戦隊司令官五藤存知少将を指揮官とする5隻（第六戦隊《青葉、衣笠、古鷹》、第11駆逐隊第2小隊《吹雪、初雪》）であった。米軍もこれを察知し重巡洋艦2隻、軽巡洋艦2隻、駆逐艦5隻から成る艦隊を出動させ、支援部隊と交戦する。
その間に輸送部隊は20時10分にタサファロングに到着し、輸送物資（15cm榴弾砲4門、野砲2門、牽引車4、弾薬車4、高射砲1門、固定無線1基、陸兵各艦合計675、弾薬糧食等）の揚陸を開始し22時50分に揚陸を終了する。
10月13日、栗田健男中将を司令官とする第二次挺身攻撃隊（艦砲射撃隊 第三戦隊 《旗艦 金剛、榛名》）、（直衛隊 第十五駆逐隊《親潮、黒潮、早潮》、第二十四駆逐隊《海風、江風、涼風》）、（前路警戒隊 第二水雷戦隊　軽巡洋艦五十鈴（旗艦）、第三十一駆逐隊《高波、巻波、長波》）が出撃し、ガダルカナル島に夜間の艦砲射撃を行う。
さらに、翌14日朝はラバウルから飛来した日本海軍航空部隊による空襲、14日夜には重巡洋艦鳥海、衣笠による艦砲射撃が追い打ちをかけた。
これを受けて、第2師団を乗せた高速輸送船団6隻が泊地に投錨し揚陸作業を開始した。一連の事前砲爆撃によってアメリカ軍航空部隊は飛行機の半分以上とガソリンのほとんどを焼失する大きな打撃を受けていた。しかし、アメリカ海兵隊は既にヘンダーソンとは別の小規模な戦闘機用の滑走路を完成させており、そちらは稼働していた。このため、第2師団の揚陸作業中の現地上空の航空優勢の確保は達成できなかった。結果、兵員の上陸は終わったものの食料は50%、重火器類は20%の揚陸がすんだ時点で輸送船団に被害が目立ち始め、船団を北方に退避させることとなってしまった。
第2師団は、ジャングルの迂回作戦で道を見失った川口支隊の失敗を受けて、大部隊による正攻法で攻撃を行う計画であった。そのため20,000名以上の大兵力、火砲200門以上と1個戦車連隊（戦車・装甲車、75両）を上陸させようとしたがごく一部しか揚陸できなかった。やむなく、作戦は変更され、歩兵の主力は先に失敗したジャングルの迂回作戦を取ることになり、当初の正面攻撃は一部の部隊が陽動として行うことになった。だが、ジャングルを進むための地図や土木機械の準備は川口支隊の時と同様に全く行われておらず、従って進撃路の啓開は遅々として進まず、部隊はまたもや道を見失った。右翼部隊を指揮していた川口支隊長は第1次総攻撃の反省から、大本営から派遣された作戦参謀辻政信中佐に迂回攻撃を進言したが、意見が対立し罷免された。結果、第二次総攻撃は突如、副官が指揮を執ることになった。
他方アメリカ軍は、10月13日にヌーメアからアメリカル師団の1個連隊をガダルカナル島に送り込むことに成功した。また、9月の危機で脆弱（）だったムカデ高地の陣地を補強し、ジャングルに敷設した集音器の数も増やし、ジャングルからの日本軍に管制射撃網を敷く体制を整えた。
10月15日にアメリカ太平洋艦隊司令長官のニミッツは、それまで南太平洋戦域のアメリカ軍を統括指揮していた南太平洋軍司令官のロバート・ゴームレー（Robert L. Ghormley）海軍中将を敗北主義であるとして更迭、代わりにウィリアム・ハルゼー海軍中将を起用している。ハルゼーはすぐに現地の指揮官を集めて会議を開き「撤退しようというのか、それとも確保しようとするのか？」と質問した。ヴァンデグリフトは「私は確保できます。だが、いままでよりもっと積極的な支援をお願いします」と答え、ハルゼーは「よろしい。大いにやってみたまえ。できるだけのことを君に約束する」と確言した。

#### 第二次総攻撃

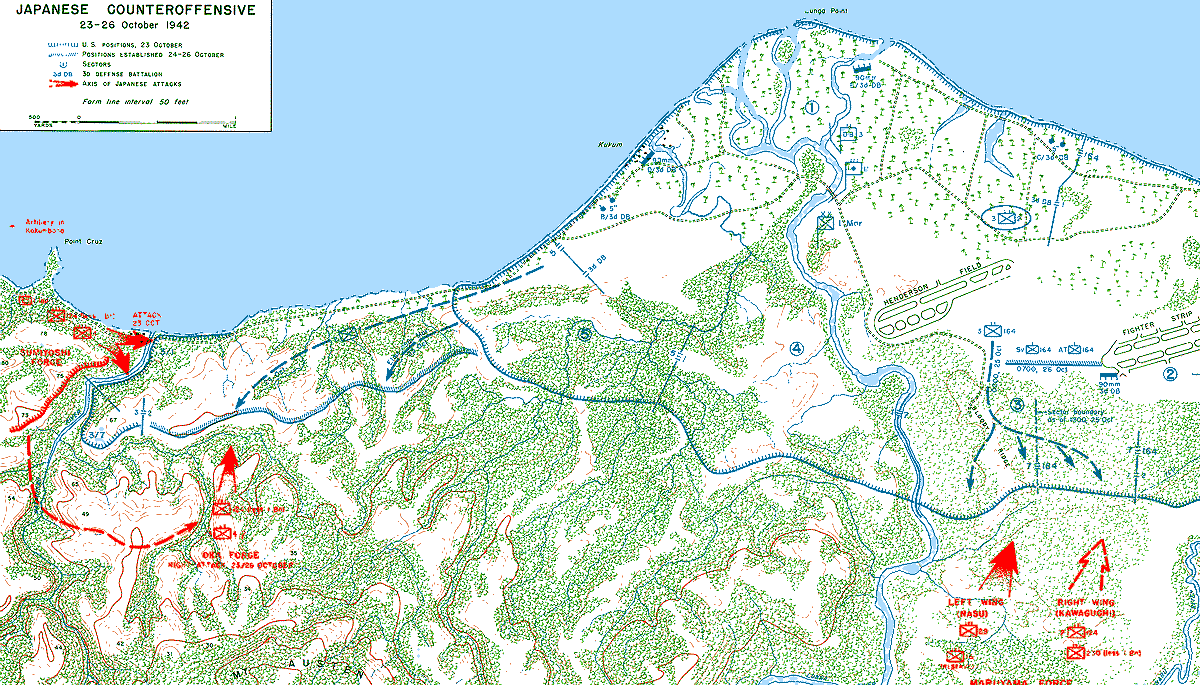
10月20日-24日の第二師団の攻勢。

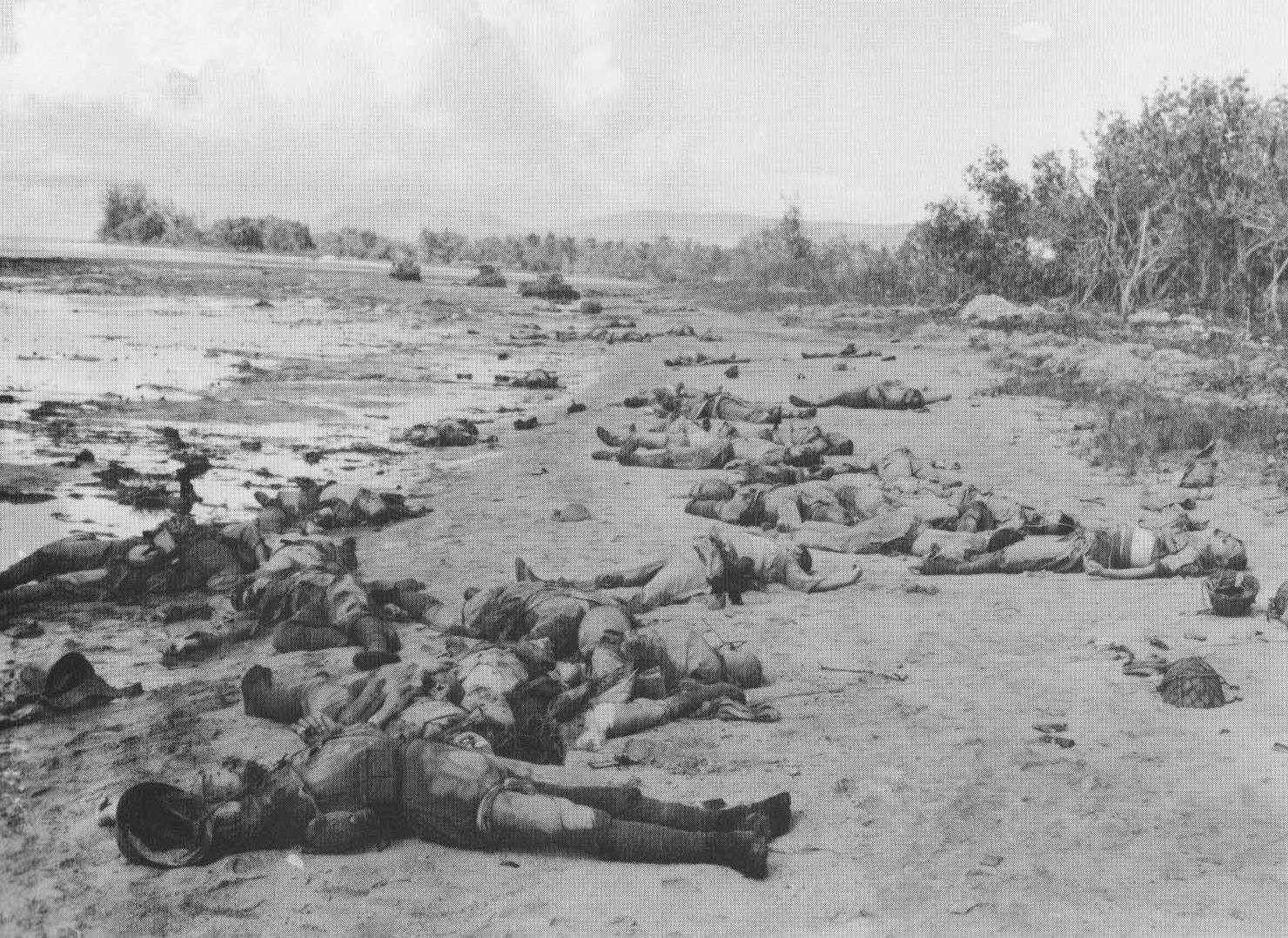
壊滅した陽動部隊の住吉支隊（1942年10月24日、マタニカウ川河口）。

戦車や重砲はとてもジャングル内の迂回路を進むことは出来ないため、陽動隊に配属された。その数は、水上機母艦日進などで輸送された野砲7門・九一式十糎榴弾砲4門・九六式十五糎榴弾砲15門・九二式十糎加農3門などにすぎず、戦車は独立戦車第1中隊が九五式軽戦車及び九七式中戦車合わせて10数輌を持つだけであり、何よりも砲弾が不足していた。ジャングルの迂回路を進む主力には歩兵砲・山砲・速射砲・迫撃砲など小型で軽量の砲が配属されていたが、人力担送は困難を極め、大半は進撃路の遙か後方に取り残され、戦闘には間に合わなかった。
こうした状況にも係らず第2師団は「23日にはガダルカナルの占領を完了。ツラギ、レンネル、サンクリストバルに転進し、これを占領する予定なり」という意の電報を大本営に送っていた。

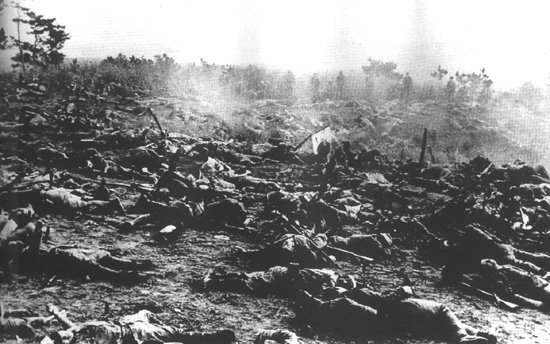
壊滅した第2師団（1942年10月25日）

10月24日に陸軍はバラバラにアメリカ軍陣地に攻撃を掛けた。川口少将を罷免したことで右翼方面の連絡系統は著しく混乱し、飛行場の1キロ手前まで到達したところで司令部に作戦成功を意味する「バンザイ」の電報を送った。これはもちろん誤報であったが、将校一同は「御芽出度う」と交歓し合い、井本参謀は日誌の一頁を覆う大文字で「天下一品の夜」と記した。
陸軍のガ島総攻撃に呼応して支援攻撃を行うことになっていた外南洋部隊（第八艦隊）は、外南洋部隊麾下の第6駆逐隊司令山田勇助大佐が指揮する駆逐艦3隻（暁、雷、白露）と、第四水雷戦隊（司令官高間完少将）が24日深夜から25日朝にかけてルンガ泊地に突入する。突撃隊は小型輸送船1隻・仮装巡洋艦1隻の撃沈を記録した。
続いて海兵隊陣地に対して艦砲射撃を開始するが、海兵隊陣地の5インチ海岸砲からの反撃と緊急発進したF4Fワイルドキャット戦闘機の機銃掃射で損傷、銃撃で被害を受けた。
突撃隊は無事にルンガ泊地から脱出したが、続いてガ島に突入しようとした高間完第四水雷戦隊司令官指揮下の6隻（秋月〈四水戦旗艦〉、由良、村雨、五月雨、夕立、春雨）はヘンダーソン飛行場から飛来したアメリカ軍SBDドーントレス急降下爆撃機とF4Fワイルドキャット戦闘機の波状攻撃を受け、秋月が中破、由良が沈没している。
左翼方面は敵に突撃し、哨戒線を突破したが砲火にさらされ大損害を出した。25日から26日朝にかけて第2師団は繰り返し夜襲をかけたが、装備の不足などから猛砲火を浴び戦傷含めた損害は半数以上と壊滅状態に陥った。25日からは飛行場から発進した米攻撃機による空襲が始まり、高級将校多数が戦死した。ラバウル基地の日本海軍航空部隊の零戦は飛行場占領の誤報を受けガダルカナル基地を目指したが、占拠したはずの飛行場からF4Fが迎撃してきたため混乱に陥った。

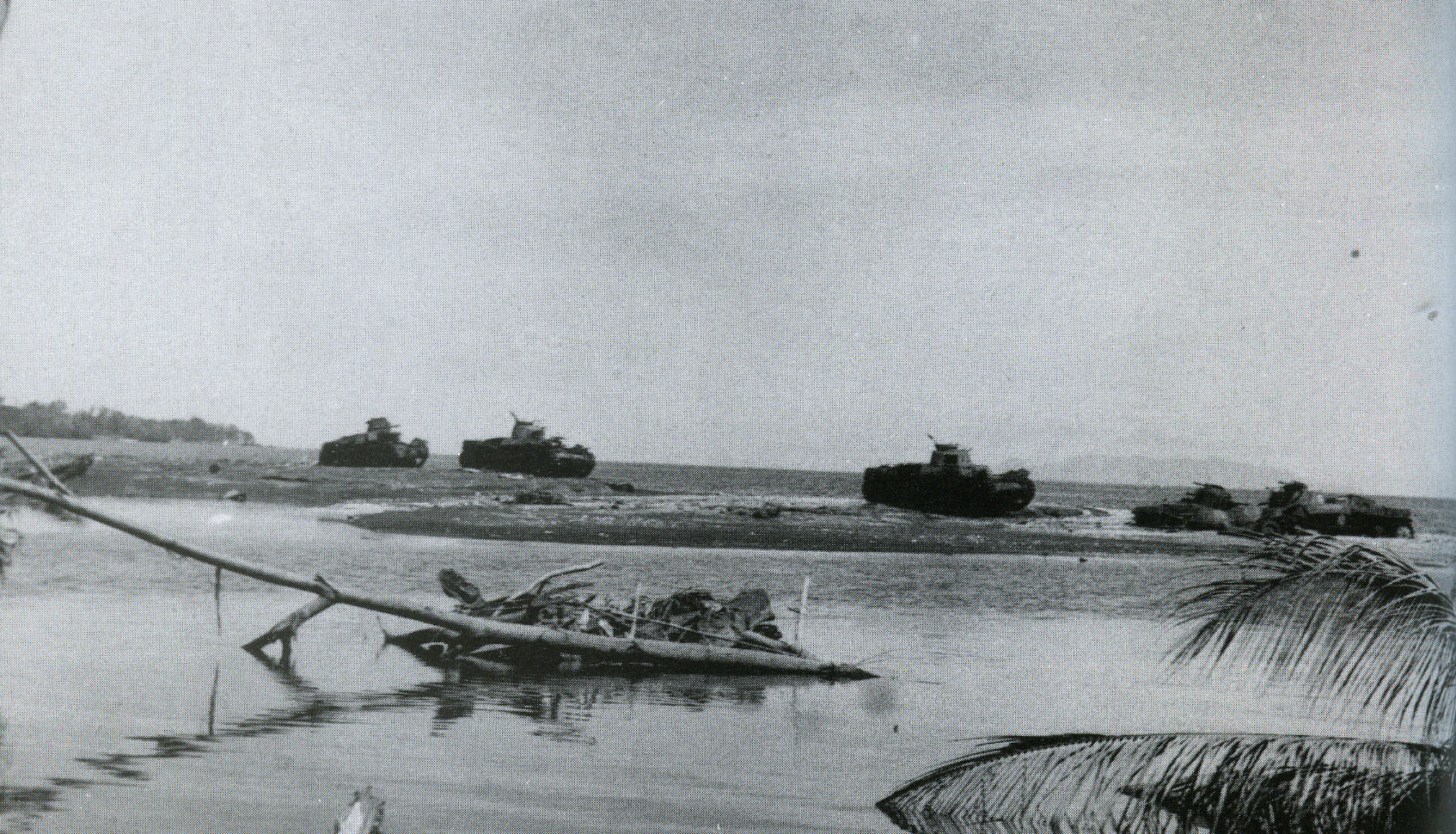
マタニカウ河の戦闘で撃破された九七式中戦車

陽動のため海岸線沿いを進んでいた住吉支隊では、住吉正少将が作戦の拡大を急遽決定し、戦車部隊にマタニカウ河の渡河を命じた。これに対し米軍は37mm対戦車砲や75mm自走砲を配備して日本軍を待ち構えていた。戦車隊は河の中央付近で十字砲火を浴びて次々に撃破され、対岸にたどり着いた2輌も地雷で動けなくなったところを75mm自走砲に撃破された。
10月26日には師団参謀がガダルカナル奪回は不可能との旨を辻政信参謀に報告し、作戦は中止された。
戦闘における全体の戦死者については資料がなく不明であるが、第2師団麾下の歩兵第29連隊では兵員2,554名に対し戦死・行方不明553名となっている。

#### 南太平洋海戦

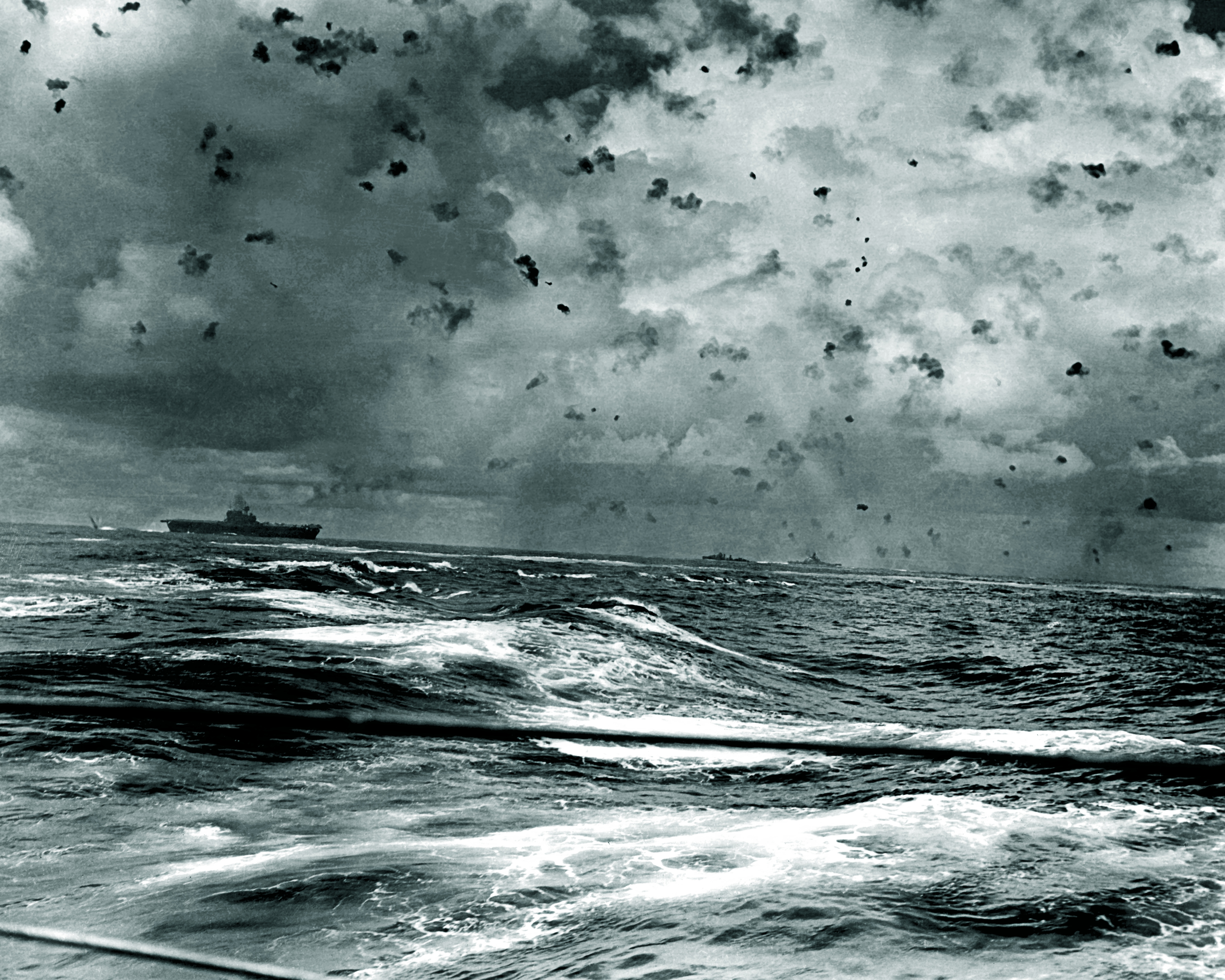
南太平洋海戦で日本の襲撃を受けている空母「エンタープライズ」

日本海軍連合艦隊は日本陸軍第17軍の総攻撃支援のために近藤信竹中将指揮下の第二艦隊(第三戦隊：戦艦金剛、榛名、第二航空戦隊：空母隼鷹、飛鷹)および南雲忠一中将指揮下の第三艦隊（第一航空戦隊：空母瑞鶴、翔鶴、龍驤、瑞鳳等）を派遣する。
10月26日、これによって発生した南太平洋海戦において日本側は搭乗員の多数を失ったが、空母1隻が沈没、同1隻中破の戦果を挙げ一時的にアメリカ太平洋艦隊が展開する空母戦力が無くなることとなった。この報告を受け第38師団約1万名の輸送が決定した。
一方、アメリカ側はこの頃のガダルカナルの情勢に相当の危機感を持っていた。ヨーロッパ戦線では間近に迫っていたドイツへの反攻作戦のために大量の兵力・兵器を必要としていたが、ルーズベルト大統領は10月24日に統合参謀本部に「入手可能なあらゆる兵器を、ガダルカナル保持のためその地域に確実に送れ。」と書いたメモを送っている。
第1海兵師団で2つの機関銃分隊を指揮していたジョン・バジロン軍曹は、日本軍の第二次総攻撃が行われた10月24日 - 26日の間、分隊のほとんどの隊員が死傷する中で機関銃陣地を死守して日本軍の撃退に大きな役割を果たした。この行為に対してアメリカ軍の最高位の勲章である名誉勲章が授与され、英雄として帰国した（帰国後は戦時国債販売キャンペーンで顔の一人として活動した。しかしその後、前線への復帰を志願して硫黄島の戦いで戦死）。

### 11月
11月12日にガダルカナルより大本営陸軍部作戦課長の服部卓四郎大佐が帰京し次のように第二次総攻撃の失敗について、東條英機内閣総理大臣兼陸軍大臣に報告している。
- 敵は完全に制空権を掌握し、熾烈巧妙な火力準備により裸の我が軍を迎え撃った。
- 敵は地上攻撃と空中攻撃を併用し、我が軍の航空支援は皆無だった。
- 我が軍の大隊長級の能力薄弱。
- 兵の士気は麻痺しており、さらに顧慮すべき衛生は劣悪。高い発熱、下痢、栄養失調により第2師団の戦力は4分の1に低下。戦傷兵の後方担送には1人につき4から8人が必要な状況にある。
- 現地の火砲は十五榴12門、十加2門、野砲4門、山砲8門、高射砲12門の計48門で、弾薬不十分。
- 糧食は非常に不足し、揚陸物資も搬送手段無く、末端には届いていない。
- 軍司令官は健康。「やる」と言っているが第一線を把握していない。
- 敵は白昼堂々と船団輸送しているが、我が軍は潜水艦でコソコソ揚陸するも10隻で僅かに2日分の糧食を輸送できるに過ぎない（この時期に潜水艦による輸送は始まっていないため、駆逐艦の誤りと推測される）。

結論として、既定の第38師団・第51師団の投入を行うほか、ブカ、ショートランド、ガダルカナル島エスペランス岬付近に飛行場を整備し陸軍より戦闘機2個戦隊・軽爆1個戦隊はぜひ必要。次期攻撃は18年1月末となるべし、と結んでいる。
また、11月16日に第8方面軍司令官今村均中将は昭和天皇に拝謁し、「南東太平洋方面よりする敵の反抗は、国家の興廃に甚大の関係を有するにつき、速やかに苦戦中の軍を救援し戦勢を挽回せよ」との言葉を受け、同日、大陸指1338号によるソロモン群島方面の作戦要領が次の通り示された。
- 陸海軍の協力により各種の手段による敵機の活動封止に努めるとともに12月中旬を目処として所要の飛行場の整備を完了する。
- 飛行場の整備に伴いガダルカナル方面の敵航空勢力を制圧し、機宜に応じて船団輸送により攻撃兵力と軍需品を強行輸送する。
- 作戦準備を拡大した上で、18年1月中旬末をもって攻撃準備の完成をなす。

しかし、これら中央の決定がなされている間にも南方戦線は憂うべき情況を呈していた。すなわち、ニューギニア方面で南海支隊がイスラバ、デネギ、ココダ、オイビとオーストラリア軍に追撃され11月10日には要衝ゴラリの維持も不能と見て全面退却に移っていた。
さらに、海軍の協力を得て進めたガダルカナル島への第38師団の船団輸送も、第三次ソロモン海戦の生起により輸送船11隻中7隻を失い、さらに残る4隻も11月15日に揚陸作業中を航空部隊の攻撃にさらされ、輸送計画は失敗に終わった。また、輸送船11隻約7万7千トンの大量喪失により、過ぎる10月22日に決定された陸海軍局部長会議で決まっていた民間船舶20万トンの軍徴用の解傭を一転、民間からの追加徴用へと陸軍を突き動かすことになった。また、この船舶増傭問題が後にガダルカナル島撤退論に大きな影響を及ぼすことになる。

#### 第三次ソロモン海戦

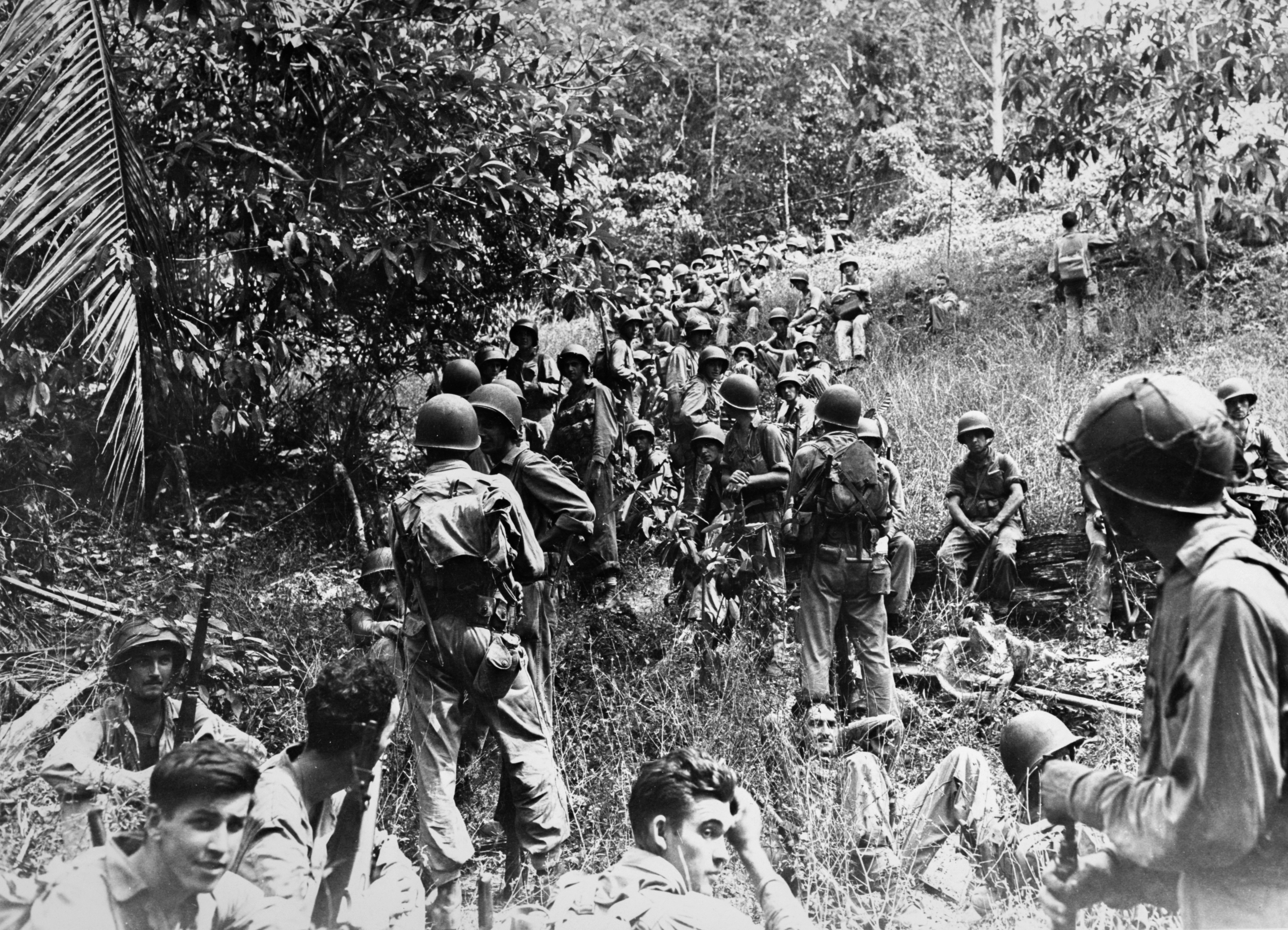
アメリカ軍第2海兵隊（1942年11月）。

11月10日、第38師団長佐野忠義中将率いる先遣隊が上陸した。14日に師団主力の輸送が開始され、海軍は制海権の確保と飛行場を再砲撃するために戦艦2隻を含む第11戦隊を派遣し、これを防ごうとする米軍と第三次ソロモン海戦が発生。戦艦2隻を失い、飛行場への攻撃も防がれたために輸送船団は米軍機の空襲に晒される事となった。
輸送船11隻中6隻が沈没、1隻（佐渡丸）が中破離脱し、翌日に強行突入した輸送船4隻は岸辺に乗り上げたが夜明けとともに始まった米軍の陸海からの砲撃や米軍機の銃爆撃により全て炎上した。かろうじて揚陸した兵器・弾薬食料のほとんども、輸送船から浜辺の集積地に集めるのがやっとの状態で、ヘンダーソン飛行場から出撃してくる米軍機の爆撃や機銃掃射によって荷役組織力が麻痺し、さらに繰り返された執拗な米軍機の攻撃により物資は積み上げられたまま焼失した。最終的に揚陸を確認された兵力は2,000名、重火器は皆無、少量の弾薬と食料が4日分だった。
これによりガダルカナル島の兵力は数字の上では約2 - 3万名を数えたが、伝染病にかかった者や餓死寸前の者が大半で、通常戦闘が可能な兵員は8,000人程度だった。このころのアメリカ軍の防衛体制はさらに強化されていたため、上陸した第38師団は飛行場に近づくことさえできなかった。18日、第38師団による夜襲が行われたが失敗し、その後アウステン山の西稜線守備隊として転用され、翌年1月のアメリカ軍の反転攻勢を受けることになる。
第38師団のガダルカナル島での状況は、「NHK 戦争証言 アーカイブス 証言記録　兵士たちの戦争」の「ガダルカナル島　最後の部隊　繰り返された失敗　〜名古屋・歩兵第２２８連隊〜」に多くの証言が記録されている。
日本軍の攻撃を撃退した南太平洋軍司令官のウィリアム・ハルゼー中将は11月19日、中将から海軍6人目の大将に昇進した。
ニューギニア戦線では11月16日に連合国軍がブナに侵攻した。日本側は救援作戦を検討したが、ガダルカナル島の戦いを優先するために取りやめとなった（ブナ守備隊は1月に玉砕）。

### 12月以降

#### オーステン山周辺での戦い
12月17日にアメリカ軍はオーステン山のギフ高地などに立て篭もる日本軍守備隊を包囲、攻撃を開始、12月上旬には1300名だった守備隊は砲撃と飢餓により1月には50名に減り、1月15日に陥落した。
アメリカ陸軍第25歩兵師団に従軍していたジェームズ・ジョーンズはこの戦いに参加した経験に基づき小説『シン・レッド・ライン』を執筆した。

#### 日本軍の撤退

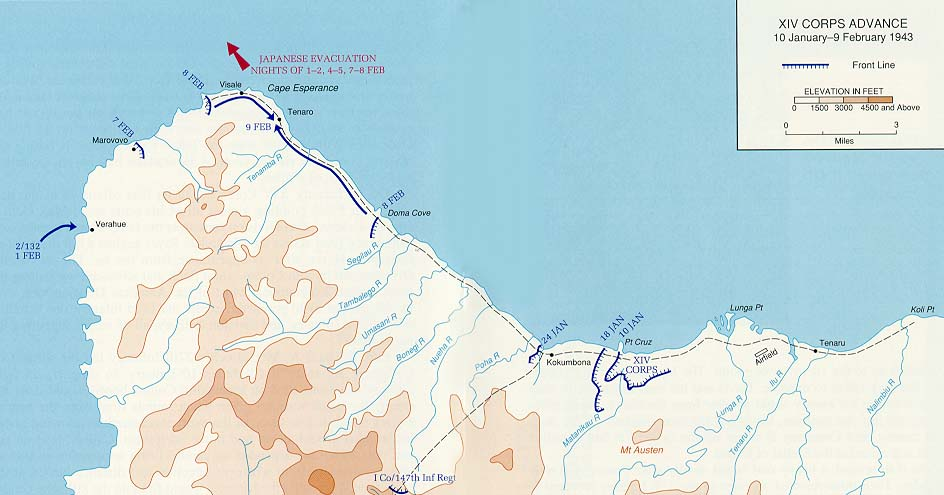
1943年2月の最終局面

8月の上陸以来、戦いの主力を担って疲労が大きくマラリアにも苦しめられていた第1海兵師団は師団長のヴァンデグリフト将軍とともに12月半ばにオーストラリアに後退した。1月にはアメリカ軍の規模は5万人余りの陸軍と第2海兵師団となり、積極的な攻勢を開始した。
第38師団の輸送失敗のあと、大本営はさらに第51師団と第6師団をガダルカナル島に送り込むことを計画する。だが、ガダルカナル島の航空基地も増強されていて、アメリカ軍の制空権下の輸送が成功する見通しは全く立たなくなっていた。
既に低速の輸送船はガダルカナルに近づくことができず、駆逐艦の「鼠輸送」に終始していた。しかし駆逐艦による輸送でも、10月下旬の第2師団総攻撃失敗以降、わずか3か月あまりの間に10数隻の駆逐艦が撃沈される結果となった。やむなく潜水艦による輸送まで試みられていたが、駆逐艦以上に搭載力が小さく、成功しても効果は微々たるものであった。
12月6日には閣議において、参謀本部作戦部長の田中新一中将が支援に必要な16万5000トンの艦船をガダルカナルに送り込むよう訴えたが、その半分の増援も認めなかったため、東條首相ら政務側に対し「馬鹿野郎」と怒鳴りつけ事実上更迭された。その理由は、元々東條はこの方面の作戦には反対であったこと、過去に投入した船団もことごとく全滅状態となったことであった。また参謀本部や海軍の要求を通すと南方からの資源輸送・南方への物資輸送が滞り、戦時経済そのものに悪影響を与えるためでもあった。
12月31日の御前会議において「継続しての戦闘が不可能」としてガダルカナル島からの撤退が決定された。

#### ガダルカナル島撤収大作戦
この決定からさらに1ヶ月を経た1943年2月1日から7日にかけて、陸海軍協力の元にガダルカナル島撤収作戦（ケ号作戦）が行われた。
大本営や現地陸海軍ともケ号作戦に対して悲観的見通しをもっていたが予想外の成功をおさめ、合計12,682名（2月15日時点における大本営への報告）の兵員が撤収に成功した。
ガダルカナル島に上陸した総兵力は31,404名、うち撤退できたものは10,652名、それ以前に負傷・後送された者740名、死者・行方不明者は約2万名強であり、このうち直接の戦闘での戦死者は約5,000名、残り約15,000名は餓死と戦病死だったと推定されている。一方、アメリカ軍の損害は戦死者7,100人、負傷者7,789人以上であった。
このとき撤退は「転進」という名で報道され、撤退した将兵も多くはそのまま南方地域の激戦地にとどめ置かれた。2月9日の大本営発表では「ソロモン群島のガダルカナル島に作戦中の部隊は昨年8月以降引続き上陸せる優勢なる敵軍を同島の一角に圧迫し、激戦敢闘克く敵戦力を撃摧（）しつつありしが、その目的を達成せるにより、2月上旬同島を撤し、他に転進せしめられたり」と報じられている。
同時にニューギニアのブナからの転進（ブナ守備隊は1月に玉砕）も大本営発表が行われた。なお当時から陸軍の報道班の手記や新聞記事からガダルカナル島の悲惨な状況についてはおおむね公表されていた。
ガダルカナル島最後の撤退作戦に参加した海軍輸送部隊指揮官の言によると、撤退するのが難しい傷病兵の多くは捕虜になることを防ぐために手榴弾などで自決するか、戦友達の手（手榴弾・銃・銃剣など）によって葬られた。
日本軍撤退作戦終了後、ガダルカナル島はソロモン諸島におけるアメリカ軍の新たな兵站基地として使用され、また、日本軍の残兵掃討を行い部隊の練度を上げることが行われたと言われる。戦後刊行されたグラフ雑誌『ライフ』には、アメリカ軍の捕虜となった日本の傷病兵などが、戦車の前に一列に並べられ、キャタピラでひき殺されている様子が掲載されたという。
ガダルカナル島の最後の日本兵が投降したのは、1947年（昭和22年）10月27日である。

## 環境

### 日本軍
ガダルカナル島の戦いは日本の継戦能力の限界を超えた状況となっており、11月24日にはある将校が「そこら中でからっぽの飯盒を手にしたまま兵隊が死んで腐って蛆がわいている」旨を大本営に報告したが、撤退は未だ決まらなかった。1か月後の12月31日になって日本軍はようやく撤退に向けて動き始めたがこの間にも多くの将兵が餓死していった（これはガダルカナル以降、補給の途絶えた各戦場で見られた現象で、ある生存者はジャングルを「緑の砂漠」と表現した）。
ほとんどの部隊では、ふらふらと何とか歩ける兵士はすべて食糧の搬送に当たり、陣地を「守る」のは、立つこともできなくなった傷病兵という状態に陥っていた。そういう中で、やっと手に入れた食糧を戦友のもとに届けようと最後の力を振り絞り、背中に米を担いだまま絶命する兵士も現れれば、食糧搬送の兵を襲って米を強奪する兵士も現れる状況になった。
また、戦いも末期になると孤島に封じられ、食糧の欠乏が深刻になると軍紀の荒廃は極まり、飢えた兵士の中からカニバリズムも発生したとされ、書籍では、ガダルカナルからの帰還兵の話として、日本兵狩りについて触れられている。こうした軍紀の乱れは「遊兵」と呼ばれるどの部隊にも属さない兵を生み出し、日本軍の組織的戦闘能力の減耗を加速させた。
1942年12月頃から、アウステン山の守備についていた兵士たちの間で、ある生命判断が流行り出した。
この記述は、刊行物としては辻政信参謀の戦後著作が初出となっているが、実際には第38師団川口支隊歩兵弟124連隊連隊旗手小尾靖夫少尉の陣中日誌『人間の限界』12月27日の項が元になっていると思われる。小尾も、後にこの手記を発表しており、1969年発行の戦史叢書にも小尾少尉の日記の引用として記載されている。また、小尾少尉は日記の中で「1月1日（元旦）に分配された最後の食糧は、乾パン2粒とコンペイ糖1粒だけ。」と述べている。

### 連合軍
上陸当初のアメリカ軍は、日本軍の空と海からの攻撃のため十分な物資を揚陸できなかったため、日本の飛行場設営隊が遺棄した施設・物資を活用した。倉庫に山積みされた大量の米は、初期において毎日2食の貴重な食料となった。製氷工場は『トージョー・アイス・カンパニー』と名づけられ、アメリカ軍兵士は氷を使いアイスクリームを製造した。

## 結果

### 影響
航空機の損害はミッドウェーの約3倍、搭乗員の損失はそれを遙かに越えたものであり、日本の搭乗員の数、練度は著しく低下した。
大量の輸送船が撃沈されたことで、本来なら初期作戦が完了して徴用解除が進められるはずの時期であったにもかかわらず、さらなる商船徴用が行われ、大量にそれらが撃沈されたことは、それ以降の海上輸送と軍需生産に深刻な打撃を与えた。日本軍将兵の死傷数も多かったが、その後の太平洋戦線での死傷者数と比べてとりわけ多いというわけではなく、太平洋戦争の分岐点といわれるのは、一連の戦いの中で多数の輸送船と船員を失い、その後の輸送力を大きく失ったことによる。海軍にとっては、艦隊の手足となる駆逐艦を輸送任務中に大量喪失したことが、前記の航空部隊の消耗に加え、以後の作戦遂行上大きな打撃となった。
一連の戦闘が発生したガダルカナル島周辺の海域には、多数の艦船や航空機が沈んでおり、後にアイアンボトム・サウンドと呼ばれるダイビングスポットとなった。
一方、陸上では日米双方が多数の手榴弾や砲弾などを残したため、戦後、現地民が負傷する事例が相次いだ。2024年、日本の陸上自衛隊武器学校の教官らが首都ホニアラの警察を訪問、事故防止のために旧日本軍の弾種や構造をレクチャーした。

### 勝敗の分析

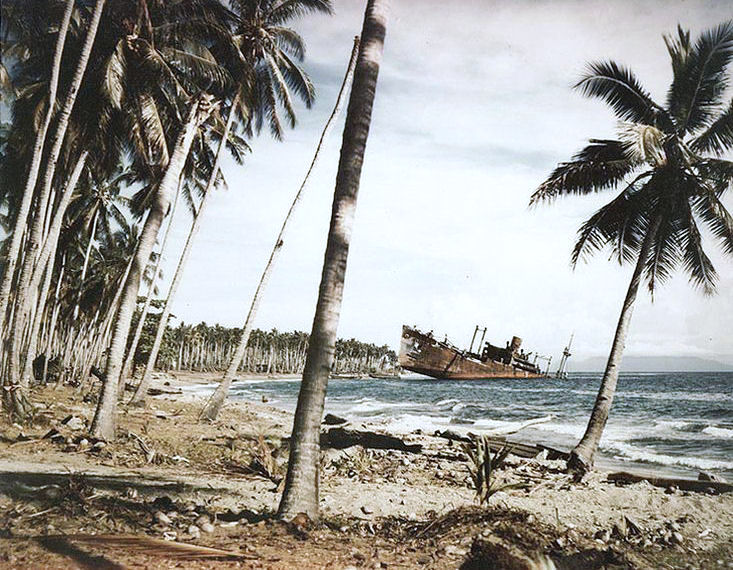
襲撃を受け荷揚げに失敗した輸送船鬼怒川丸

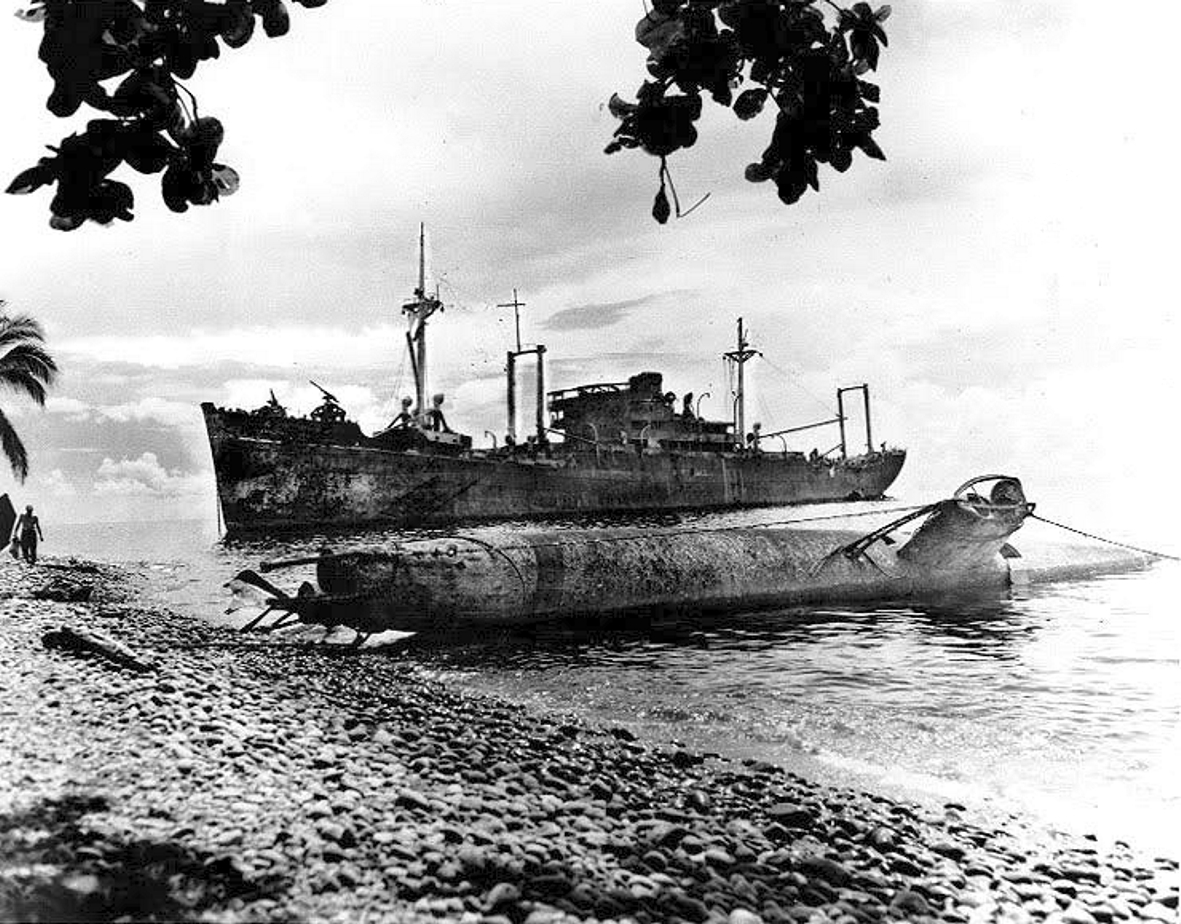
放棄された山月丸と特殊潜航艇（1944年）

#### 消耗
ミッドウェー海戦とともに、太平洋戦争における攻守の転換点となった戦闘とされ、実際にこの戦いからアメリカ軍の反攻が始まり、ターニングポイントとなっている。ガダルカナル戦は補給に失敗した日本軍が米軍の物量に圧倒されて敗北した戦いである。川口支隊の敗北までの時点で、その点を冷静に判断し、兵を引いていれば、その後の泥沼のような消耗戦で何ら得るところなく戦力と継戦能力をすりつぶす事態は避けられたとする指摘もある。
補給失敗の原因として制空権を握れず、じきに制海権も失い、食糧・武器弾薬の海上船舶輸送に困難を来したことがあげられる。拠点であるラバウルからガダルカナル島まで戦闘機は往復8時間という長距離攻撃を強いられ、現場ではわずか15分間の戦闘しかできなかった。ブーゲンビル島のブカやブインなどへの中間飛行場整備も、その当初は必要性が認められず整備が遅れており、着手した時にはその戦機を既に逃して間に合わなかった。
物量については、最終的にはアメリカ軍の物量は日本軍を圧倒したが、一連の戦闘の全期間でそうであったわけではない。8月頃の時点では、アメリカ軍は第一次ソロモン海戦での敗北のため、輸送船団が一時退避するなどして重火器や弾薬の揚陸が遅れており、物量はかなり欠乏を来していた（アメリカ軍呼称：「八月危機」）。ヴァンデグリフト少将は「実際の手順とは逆の手順で日本軍が来襲していたら、ガダルカナルの連合軍は、なすすべもなく追い落とされていただろう」と述べている。しかし、仮に占領に成功していたとしても、その後日本列島から6,000キロメートル以上も離れたガダルカナル島を、アメリカ軍の再反攻を前に、どこまで兵站と補給を維持できたかは、甚だ疑問である。また、もともと米軍自体も占領の維持はおろか最初の占領もできるかどうかも必ずしも確信してはおらず、失敗したときは初めからジャングルに逃げ込んでゲリラ戦闘の形で戦い続けるつもりであったという。
一方で、当時の戦争は従来の野戦中心から塹壕要塞戦・都市攻略戦に主眼が移り、大砲は旧来の直射砲から攻城などに便利な曲射砲に主流が移っていた。上陸した日本軍の大砲が従来の直射砲であったのに対し、米軍の大砲配備は曲射砲主体となっていた。ところが、ジャングルでの戦いでは、砲煙のあがったあたりを直接に狙うようなイメージで打ち込める直射砲が圧倒的に有効であった。この点は、ガ島戦の最後まで米軍も改善されることはなかった。
戦後、軍事評論家の伊藤正徳は、「ガダルカナルは、たんなる島の名でない。それは帝国陸軍の墓地の名である。」と批評している。

#### 戦略的影響
制空権・制海権を失ったもののガ島確保を図る日本軍は、物資を補給しようとし続け、いたずらに失敗を重ね、輸送船の損失を増やした。ガ島周辺だけで半年間に30隻の輸送船を失い、米海軍の通商破壊戦もあってラバウル・ニューギニア方面まで含めれば1943年2月までに開戦前の予想をはるかに超える140隻、65.65万トンを失った。戦争維持のために民需用300万トンの船舶維持が必要とみられていたが、この損失により陸海軍は徴用船の民間返却をやめ、さらに81万トンの徴用を要求、民需用船舶は240万トン体制に落ち込み、その結果、物資不足により鋼材の生産量を確保できず、船舶不足→物資不足の負のスパイラルに陥り、もともと輸入の35%を外国船輸送に頼っていた日本は経済破綻・戦争継続不能の事態に陥っていく。
佐藤賢了軍務局長は、ガダルカナル撤退の後に朝日新聞に、米国将校の戦略戦術は乏しく幼稚である、ガダルカナル・ニューギニアの一角に牽制されて、後方の日本軍が堂々たる戦略展開をやっていることに気づいてない、と語って虚勢をはったが、実情は全く逆であった。

#### 情報
本戦闘で連合軍はコースト・ウォッチャーズ（沿岸監視員）を活用した。オーストラリア沿岸監視機関はエリック・フェルドオーストラリア海軍少佐に指揮され、豪北タウンズビルに拠点を置いた。機関の活動はソロモン諸島を構成している約1000の島々で日本軍の活動を監視する上で特に重要であった。多数の人員が沿岸監視任務に参加し、日本軍の後背で作戦した。彼等はオーストラリア海軍の義勇兵（RANVR）として任命された。1942年に、ブーゲンビル島の2人の監視員、リード (Read) とメイスン (Mason) は、日本の艦船と航空機への早期警戒のためアメリカ海軍への無線通報に従事していた。この通報では敵の部隊の数、兵器の型式、速度が報告されている。 監視員の報告によってアメリカ軍は航空機を発進させ、限られた時間内に攻撃任務に従事させることが出来た。ハルゼーは後に「2人の男がガダルカナルを救った」と述べている。

#### 飛行場問題
太平洋正面の戦闘は、制空権獲得のための航空基地獲得戦であり、その造成力が早いか遅いかとその良否とが制空権獲得を左右した。航空基地造成力に関し、日本は前時代的な人間の手による非能率的な方法で、長時日かけて飛行場を造成したが、アメリカ軍は建設機械を全幅に駆使し、数日で滑走路を造成して航空兵力を展開して局地の制空権を獲得していき、それに伴い日本側は陸海において苦戦を強いられ、占領地を奪われていった。ガダルカナル島に2個設営隊、2000人以上を送って1か月にわたって陸上飛行場を造成して滑走路が完成しても、飛行機が来る前にすぐにアメリカ軍に上陸されて取られてしまうといった具合だった。(ヘンダーソン飛行場)
帝国海軍が計画したガダルカナル島の飛行場造成は、それを巡る戦闘でも陸海軍に大きな被害を出す結果になった。軍令部作戦課航空主務参謀の三代辰吉中佐は、ガダルカナルに陸上飛行場の適地はあるが、飛行機を配備するにはまだ不足しているので水上機でやろうと考えており、飛行場の造成に関しては軍令部は知らず、現地部隊の第四艦隊が勝手に始めたものと証言している。しかし、設営隊本隊のガ島上陸の翌7月7日、軍令部作戦課は参謀本部作戦課に「FS作戦の一時中止」を正式に申し入れ、「ガダルカナル陸上飛行基地（最近造成に着手、8月末完成の見込）」という文書を提示している。

## 題材にした作品
文学
- 歌集『南海の雲』 - 1953年、軍医・高木八郎がガダルカナル戦場で詠んだ短歌約150首を所収。『アララギ』1943年8月号から翌年11月号にかけて掲載された。
- 小田実 - 『ガ島』講談社、1973年

映画
- ガダルカナル・ダイアリー - 1943年、アメリカ映画
- 肉弾挺身隊 - 1944年、日本映画
- 連合艦隊司令長官 山本五十六 - 1968年、日本映画
- 大突撃 - 1969年、アメリカ映画
- 連合艦隊 - 1981年、日本映画
- シン・レッド・ライン - 1998年、アメリカ映画、20世紀フォックス

テレビドラマ
- ザ・パシフィック - Part One（第1話）及びPart Two（第2話）。

マンガ
- 楳図かずお『おろち』戦闘（第6話）

ゲーム
- メダル・オブ・オナー パシフィックアサルト
- メダル・オブ・オナー ライジングサン
- War Thunder - ガダルカナル（英語版：Jungle）マップが登場。

ドキュメンタリー
- NHKスペシャル ドキュメント太平洋戦争 第2集「敵を知らず己を知らず 〜ガダルカナル〜」（1993年1月10日）
- NHKスペシャル「激闘ガダルカナル 悲劇の指揮官」（2019年8月11日）

戦争画
- 『血戦ガダルカナル』藤田嗣治 1944年

## 公式慰霊行事等
- 2022年（令和4年）8月8日 - 日本政府主催の慰霊式がソロモン諸島の首都ホニアラ近郊で開かれ、日本からは鬼木誠防衛副大臣が、アメリカからはウェンディー・シャーマン国務副長官、キャロライン・ケネディ駐オーストラリア大使らが参列した。この際、護衛艦きりさめの隊員1人が現地民から襲撃を受ける出来事もあった[62][63]。